# Pisidicé fille d'Éole
Pour les articles homonymes, voir Pisidicé.
Dans la mythologie grecque, Pisidicé (en grec ancien Πεισιδίκη / Peisidíkê) est une des filles d'Éole (le fils d'Hellen, héros éponyme des Éoliens) et d'Énarété,. Elle est mariée à Myrmidon, de qui elle a deux fils, Antiphos et Actor.

## Source antique
- Pseudo-Apollodore, Bibliothèque [détail des éditions] [lire en ligne] (I, 7, 3).